# Oligomyrmex ugandanus
Oligomyrmex ugandanus är en myrart som först beskrevs av Santschi 1923.  Oligomyrmex ugandanus ingår i släktet Oligomyrmex och familjen myror. Inga underarter finns listade i Catalogue of Life.